# رولف جيربر
رولف جيربر هو متزلج جماعي سويسري، ولد في 25 يوليو 1930.

## وصلات خارجية
- رولف جيربر على موقع أوليمبيديا (الإنجليزية)